# Фотоіонізація

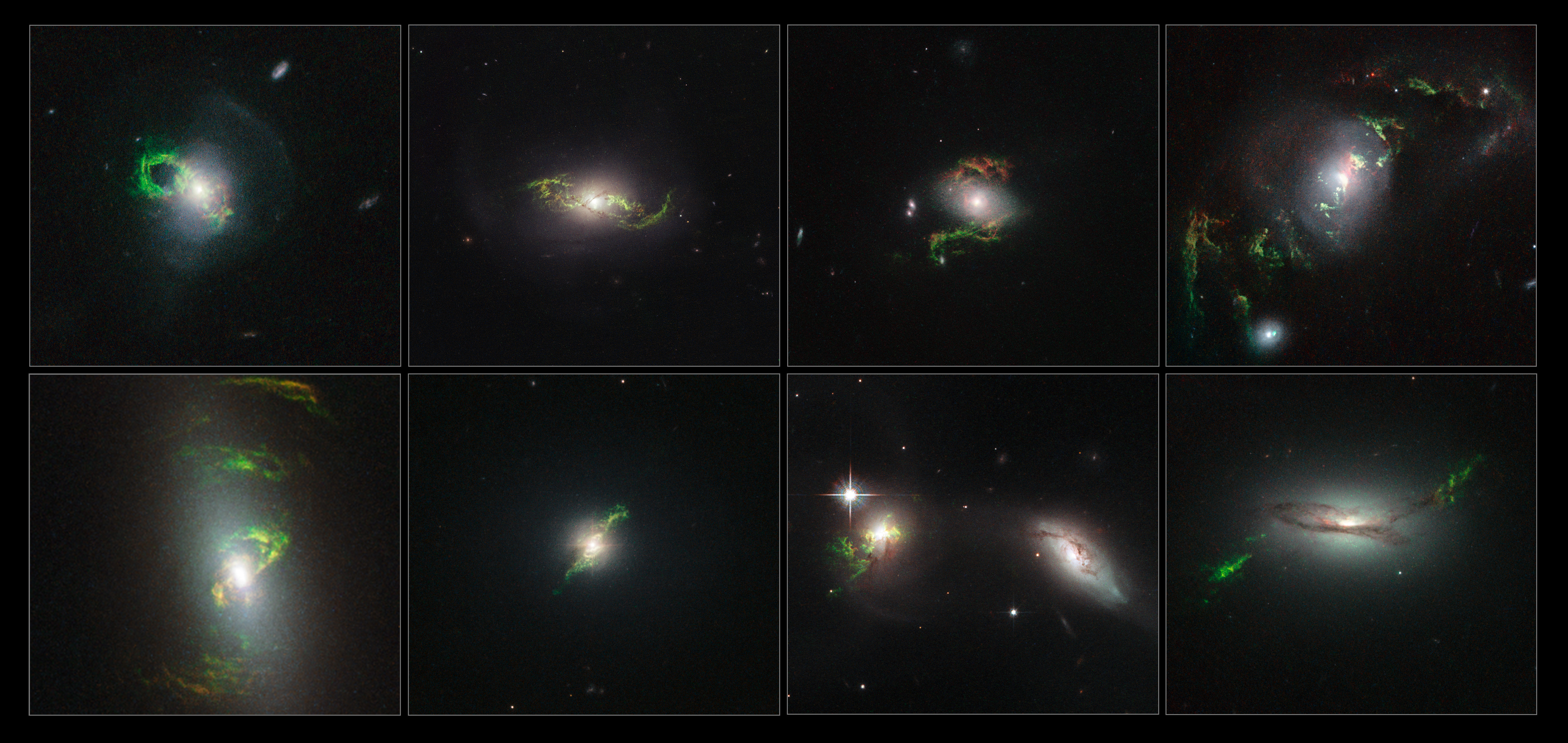
Hubble spies eight green filaments lit up by past quasar blasts

Фотоіонізація (англ. photoionization, рос. фотоионизация) — іонізація молекул безпосередньо при абсорбції фотонiв, енергія яких дорівнює або більша за енергію йонізації, з утворенням катіон-радикала й електрона або з гетеролітичною дисоціацією на протийони. 
M + hν → M+• + e  

## Поперечний переріз
Не кожна взаємодія між фотоном і атомом або молекулою призводить до фотоіонізації. Імовірність фотоіонізації пов'язана з перетином фотоіонізаціївиду – ймовірність події іонізації, концептуалізована як гіпотетична площа поперечного перерізу. Цей поперечний переріз залежить від енергії фотона (пропорційної його хвильовому числу) і виду, який розглядається, тобто залежить від структури молекулярного виду. У випадку молекул поперечний переріз фотоіонізації можна оцінити шляхом дослідження факторів Франка-Кондона між молекулою в основному стані та цільовим іоном. Це можна ініціалізувати шляхом обчислення коливань молекули та пов’язаного катіона (після іонізації) за допомогою квантово-хімічного програмного забезпечення, наприклад QChem. Для енергій фотонів нижче порогу іонізації переріз фотоіонізації близький до нуля. Але з розвитком імпульсних лазерів стало можливим створювати надзвичайно інтенсивні, когерентне світло, де багатофотонна іонізація може відбуватися через послідовності збуджень і релаксацій. При ще вищій інтенсивності (близько10 15 – 10 16 Вт/см 2 інфрачервоного або видимого світла), спостерігаються незбурювальні явища, такі як іонізація придушення бар’єру  та іонізація перерозсіювання.

## Багатофотонна іонізація
Кілька фотонів з енергією нижче порогу іонізації можуть фактично об’єднати свої енергії для іонізації атома. Ця ймовірність швидко зменшується зі збільшенням кількості необхідних фотонів, але розробка дуже інтенсивних імпульсних лазерів все ще робить це можливим. У збуреному режимі (нижче приблизно 10 14 Вт/см 2 на оптичних частотах) ймовірність поглинання N фотонів залежить від інтенсивності лазерного світла I як I N. Для вищої інтенсивності ця залежність стає недійсною через ефект А. С. Старка.
Багатофотонна іонізація з резонансним посиленням (REMPI) — це техніка, яка застосовується для спектроскопії атомів і малих молекул , у якій регульований лазер можна використовувати для доступу до збудженого проміжного стану.
Надпорогова іонізація (ATI)  є розширенням багатофотонної іонізації, де поглинається навіть більше фотонів, ніж насправді було б необхідно для іонізації атома. Надлишок енергії надає вивільненому електрону вищу кінетичну енергію, ніж у звичайному випадку іонізації трохи вище порогу. Точніше кажучи, система матиме кілька піків у своєму фотоелектронному спектрі , які розділені енергіями фотонів, це вказує на те, що випущений електрон має більшу кінетичну енергію, ніж у нормальному випадку (найменше можливої кількості фотонів) іонізації. Електрони, що вивільняються з мішені, матимуть приблизно на ціле число енергій фотонів більше кінетичної енергії. 

## Тунельна іонізація
Коли або інтенсивність лазера додатково збільшується, або застосовується більша довжина хвилі порівняно з режимом, в якому відбувається багатофотонна іонізація, можна використовувати квазістаціонарний підхід, який призводить до спотворення атомного потенціалу таким чином, що залишається тільки відносно низький і вузький бар'єр між зв'язаним станом і станами континууму. Тоді електрон може тунелювати крізь цей бар’єр або, якщо спотворюється більше, навіть подолати цей бар’єр. Ці явища називаються тунельною іонізацією та надбар’єрною іонізацією відповідно.